# 力学时
力学时（Dynamical Time，简称DT）是一种从历书时（ET）到地球时（TT）过渡的时间尺度。分为地球力学时（Temps Dynamique Terrestrique，简称TDT）和质心力学时（Temps Dynamique Barycentrique，简称TDB）两种。

## 来历
1958年国际天文学联合会（IAU）决定从1960年开始使用以地球公转运动为基准的历书时（ET）代替以地球自转为基准的世界时（UT），目的是解决由于地球自转速度不均匀导致的世界时的时间尺度不均匀的问题。但是由于历书时所用的基准地球运动的理论框架是牛顿力学，根据广义相对论可知，在以太阳为中心的坐标系和以地球为中心的坐标系中时间将会不同。为解决这一问题，1976年国际天文学联合会分别定义了地球力学时（TDT）和质心力学时（TDB）。这两个时间尺度可以看作是历书时在两个坐标系中的实现。1991年，地球力学时被重新精确定义后改名为地球时（TT）。